# جایزه بزرگ آلمان ۱۹۷۴
جایزه بزرگ آلمان ۱۹۷۴ (انگلیسی: ‎1974 German Grand Prix‎) یک مسابقهٔ موتوری در رشتهٔ اتومبیل‌رانی فرمول یک بود که در تاریخ ۴ اوت ۱۹۷۴ در نوربورگ‌رینگ واقع در نوربورگ، آلمان غربی برگزار شد. این گراند پری در میان ۱۵ گراند پری در فصل ۱۹۷۴، مسابقهٔ شمارهٔ ۱۱ بود.
در این مسابقه که در ۱۴ دور و به مسافت ۳۱۹٫۶۹۰ کیلومتر (۱۹۸٫۶۴۶ مایل) برگزار شد، پول پوزیشن توسط نیکی لائودا کسب شد و سریع‌ترین زمان برای طی یک دور پیست که برابر با ۷:۱۱٫۱۰ بود نیز توسط جودی شکتر به ثبت رسید.
کلی رگاتزونی از تیم فراری، جودی شکتر از تیم تایرل-فورد و کارلوس روتمان از تیم برابام-فورد به‌ترتیب مقام‌های اول تا سوم مسابقه را کسب کردند.

## رده‌بندی قهرمانی پس از مسابقه
|       | جایگاه | راننده           | امتیاز |
| ----- | ------ | ---------------- | ------ |
| ۳     | ۱      | کلی رگاتزونی     | ۴۴     |
| ۱     | ۲      | جودی شکتر        | ۴۱     |
| ۲     | ۳      | نیکی لائودا      | ۳۸     |
| ۲     | ۴      | امرسون فیتیپالدی | ۳۷     |
|       | ۵      | رونی پیترسن      | ۲۲     |
| منبع: |        |                  |        |

|       | جایگاه | سازنده      | امتیاز  |
| ----- | ------ | ----------- | ------- |
| ۱     | ۱      | فراری       | ۵۷      |
| ۱     | ۲      | مک‌لارن-فورد | ۴۹ (۵۱) |
|       | ۳      | تایرل-فورد  | ۴۵      |
|       | ۴      | لوتوس-فورد  | ۲۹      |
|       | ۵      | برابام-فورد | ۱۵      |
| منبع: |        |             |         |

یادداشت
- تنها پنج جایگاه نخست از هر رده‌بندی نمایش داده شده‌است.